# قائمة بطولات اتحاد كرة السلة الكويتي

## السجل الكامل لبطولات كرة السلة في الكويت
- موسم 61\62 بطل الدوري العربي ولم تقم بطولة الكأس
- موسم 62\63 بطل الدوري العربي وبطل الكأس العربي
- موسم 63\64 بطل الدوري العربي وبطل الكأس العربي
- موسم 64\65 بطل الدوري العربي و بطل الكأس الكويت
- موسم 65\66 بطل الدوري الكويت وبطل الكأس العربي
- موسم 66\67 بطل الدوري القادسية ولم تقام بطولة الكأس
- موسم 67\68 بطل الدوري كاظمة ولم تقام بطولة الكأس
- موسم 68\69 بطل الدوري القادسية وبطل الكأس كاظمة
- موسم 69\70 بطل الدوري الجهراء وبطل الكأس القادسية
- موسم 70\71 بطل الدوري الجهراء وبطل الكأس الجهراء
- موسم 71\72 بطل الدوري الجهراء وبطل الكأس العربي
- موسم 72\73 بطل الدوري العربي وبطل الكأس القادسية
- موسم 73\74 بطل الدوري القادسية وبطل الكأس العربي
- موسم 74\75 بطل الدوري العربي وبطل الكأس القادسية
- موسم 75\76 بطل الدوري العربي وبطل الكأس العربي
- موسم 76\77 بطل الدوري العربي وبطل الكأس العربي
- موسم 77\78 بطل الدوري القادسية وبطل الكأس العربي
- موسم 78\79 بطل الدوري القادسية وبطل الكأس القادسية
- موسم 79\80 بطل الدوري كاظمة ولم تقام بطولة الكأس
- موسم 80\81 بطل الدوري القادسية وبطل الكأس القادسية
- موسم 81\82 بطل الدوري الكويت وبطل الكأس القادسية
- موسم 82\83 بطل الدوري القادسية وبطل الكأس القادسية
- موسم 83\84 بطل الدوري القادسية وبطل الكأس القادسية
- موسم 84\85 بطل الدوري القادسية وبطل الكأس القادسية
- موسم 85\86 بطل الدوري القادسية وبطل الكأس القادسية
- موسم 86\87 بطل الدوري القادسية وبطل الكأس القادسية
- موسم 87\88 بطل الدوري كاظمة وبطل الكأس كاظمة
- موسم 88\89 بطل الدوري كاظمة وبطل الكأس القادسية
- موسم 89\90 بطل الدوري كاظمة وبطل الكأس القادسية
- موسم 90\91 الغزو العراقي لدولة الكويت
- موسم 91\92 بطل الدوري كاظمة وبطل الكأس القادسية
- موسم 92\93 بطل الدوري القادسية وبطل الكأس القادسية
- موسم 93\94 بطل الدوري كاظمة وبطل الكأس القادسية
- موسم 94\95 بطل الدوري القادسية وبطل الكأس النصر
- موسم 95\96 بطل الدوري الجهراء وبطل الكأس القادسية وبطل درع الشهيد كاظمة
- موسم 96\97 بطل الدوري الجهراء وبطل الكأس القادسية وبطل بطولة درع الشهيد القادسية
- موسم 97\98 بطل الدوري القادسية وبطل الكأس الجهراء وبطل درع الشهيد القادسية وبطل درع مبارك الكبير القادسية
- موسم 98\99 بطل الدوري الساحل وبطل الكأس القادسية وبطل درع الشهيد الكويت وبطل درع مبارك الكبير الجهراء
- موسم 99\2000 بطل الدوري كاظمة وبطل الكأس القادسية وبطل درع الشهيد الكويت وبطل درع مبارك الكبير الكويت
- موسم 2000\2001 توقف النشاط الرياضي
- موسم 2001\2002 بطل الدوري القادسية وبطل الكأس الكويت وبطل درع الشهيد القادسية وبطل درع مبارك الكبير الكويت
- موسم 2002\2003 بطل الدوري الكويت وبطل الكأس الكويت وبطل درع الشهيد القادسية وبطل درع مبارك الكبير القادسية
- موسم 2003\2004 بطل الدوري الكويت وبطل الكأس القادسية وبطل درع الشهيد الكويت وبطل درع مبارك الكبير الكويت
- موسم 2004\2005 بطل الدوري القادسية وبطل الكأس القادسية وبطل درع الشهيد الكويت وبطل درع مبارك الكبير القادسية
- موسم 2005\2006 بطل الدوري الكويت وبطل الكاس الكويت وبطل درع الشهيد الكويت وبطل درع مبارك الكبير القادسية
- موسم 2006\2007 بطل الدوري القادسية وتم تسمية بطولة الكأس باسم بطولة جابر الأحمد تخليد لذكراه وبطل البطولة الكويت وبطل درع الشهيد القادسية وبطل درع مبارك الكبير القادسية
- موسم 2007\2008 بطل الدوري القادسية وبطل الكأس العربي
- موسم 2008\2009 بطل الدوري القادسية وبطل الكأس الكويت
- موسم 2009\2010 بطل الدوري القادسية وبطل الكأس القادسية
- موسم 2010\2011 بطل الدوري القادسية وبطل الكأس الكويت
- موسم 2011\2012 بطل الدوري كاظمة وبطل الكأس نادي الساحل
- موسم 2012\2013 بطل الدوري الكويت وبطل الكأس الكويت
- موسم 2013\2014 بطل الدوري الكويت وبطل الكأس القادسية
- موسم 2014\2015 بطل الدوري الكويت وبطل الكأس القادسية
- موسم 2016/2015 بطل الدوري القادسية وبطل الكأس كاظمة
- موسم 2016\2017 بطل الدوري الكويت وبطل الكأس الكويت
- موسم 2017\2018 بطل الدوري القادسية وبطل الكأس الكويت
- موسم 2018\2019 بطل الدوري الكويت وبطل الكأس الكويت
- موسم 2019\2020 بطل الدوري الكويت وبطل الكأس الكويت
- موسم 2020\2021 بطل الدوري الكويت وبطل الكأس الكويت